# Глиняный заказник
Глиняный заказник — государственный природный заказник в Азербайджане, на административной территории Гарадагского района города Баку. Создан в 1964 году. Располагается на острове Глиняный (с 1991 года остров Гиль) в Каспийском море. Площадь — 400 га.

## Цель создания
Заказник создан для сохранения популяций перелётных, водно-болотных и степных птиц, колоний серебристых чаек и каспийского тюленя. Количество чаек на острове достигает 10 000.